# Georges Monard
Georges Monard (Val-Meer, 30 december 1942) is een Belgisch voormalig CVP-politicus.

## Levensloop
Georges Monard werd politiek actief voor de CVP en was actief bij de CVP-Jongeren, waarvan hij provinciaal voorzitter was. Voor deze partij werd hij verkozen tot gemeenteraadslid van Hasselt, waar hij ook meerdere jaren schepen was. Bovendien zetelde hij van 1971 tot 1978 voor het arrondissement Hasselt in de Kamer van volksvertegenwoordigers. In deze periode zetelde hij door het toen bestaande dubbelmandaat ook in de Cultuurraad voor de Nederlandse Cultuurgemeenschap, een voorloper van het huidige Vlaams Parlement.
In 1978 verliet hij de actieve politiek en was daarna van 1979 tot 1987 kabinetschef van de ministers Gaston Geens en Daniël Coens. Ook werd hij leidend ambtenaar en voorzitter van meerdere studiecommissies in de onderwijsmaterie en stond hij mee aan de wieg van verschillende hervormingen. Hij was ook betrokken bij de regionalisering van het onderwijs, toen Vlaanderen er over bevoegd werd.
Van 1987 tot 2000 was Monard secretaris-generaal van het ministerie van Onderwijs en was daarna van 2001 tot 2008 voorzitter van de Federale Overheidsdienst Personeel en Organisatie. Na zijn pensionering werd hij voorzitter van de commissie die de begeleidingsdiensten in de onderwijsnetten evalueert. Midden 2013 was hij eveneens betrokken bij de geplande hervormingen in het onderwijs, waarbij het rapport-Monard de basis vormde. Na wat politieke discussies leidde dit begin juni 2013 tot een akkoord tussen de Vlaams regeringspartijen CD&V, sp.a en N-VA.

## Onderscheidingen
Monard werd in 2013  door de Vlaamse Vereniging voor Bestuur en Beleid verkozen tot Overheidsmanager van het jaar voor zijn loopbaan binnen de publiek sector.
In 2019 ontving hij een Ereteken van de Vlaamse Gemeenschap.